# JaMychal Green
JaMychal Green (Montgomery, 21 de junho de 1990) é um jogador norte-americano de basquete profissional que atualmente joga pelo Golden State Warriors da National Basketball Association (NBA).
Ele jogou basquete universitário pela Universidade do Alabama. Profissionalmente, ele jogou pelo Chorale Roanne Basket da França, pelo Austin Spurs da G-League e pelo San Antonio Spurs, Memphis Grizzlies e Los Angeles Clippers da NBA.

## Carreira no ensino médio
Green levou St. Jude ao título do Campeonato Estadual Classe A em 2006 e 2008, sendo eleito o MVP do torneio de 2006. Ele marcou mais de 2.500 pontos em sua carreira no ensino médio e foi membro da National Honor Society em St. Jude. Ele também foi eleito o Mr.Basketball de Alabama em 2008 e foi selecionado três vezes como o Jogador do Ano (2006, 2007 e 2008). Ele foi classificado pela ESPN como o 6º melhor jogador e o melhor Ala-pivô na classe de recrutamento de 2008.
Green também jogou pela Seleção Americana Sub-18 dos EUA na Copa América  Sub-18 de 2008 na Argentina, onde foi treinado por Anthony Grant, que eventualmente seria seu treinador principal durante seu tempo na Universidade do Alabama.

## Carreira universitária
Em 23 de agosto de 2007, Green se comprometeu com a Universidade do Alabama. Durante seu primeiro ano, ele foi titular em todos os 32 jogos da temporada e teve médias de 11,6 pontos e 7,9 rebotes, primeiro lugar em rebotes entre os calouros da SEC. Green foi o segundo entre todos os jogadores da SEC com cinco duplos-duplos, incluindo quatro consecutivos. Ele foi uma seleção unânime para a Equipe de Calouros da SEC.
Durante sua segunda temporada, ele teve médias de 14,1 pontos e 7,2 rebotes. Ele marcou dois dígitos em 10 dos últimos 11 jogos na temporada de 2009-10. Green registrou 27 pontos e 13 rebotes em uma vitória sobre Mercer e foi nomeado o Jogador da Semana da SEC por seus esforços.
No começo da sua terceira temporada, Green mudou seu número de 32 para 1 e foi nomeado para a Primeira-Equipe da SEC pelos treinadores. Depois que Alabama teve um recorde de 0-3 no Paradise Jam Tournament, Green foi suspenso por três jogos por "conduta prejudicial à equipe". Em 22 de janeiro de 2011, Green marcou 15 pontos contra Auburn, superando 1.000 pontos em sua carreira no Alabama.

## Carreira profissional

### Austin Toros (2012–2013)
Depois de não ser selecionado no draft da NBA de 2012, Green se juntou ao San Antonio Spurs para a Summer League de 2012. Em 22 de outubro de 2012, ele assinou com os Spurs mas depois foi dispensado pela equipe em 26 de outubro.
Em 1º de novembro, ele foi adquirido pelo Austin Toros da D-League como jogador afiliado de San Antonio. Em 44 jogos pelos Toros, ele teve médias de 12,3 pontos, 8,3 rebotes e 1,3 assistências.

### Coral Roanne (2013–2014)
Em julho de 2013, Green se juntou ao Los Angeles Clippers para a Summer League de 2013. Em 30 de setembro de 2013, ele assinou com os Clippers mas foi dispensado pela equipe em 8 de outubro.
Em 31 de outubro, ele assinou com o Chorale Roanne da França para a temporada de 2013-14. Em 25 jogos pelo clube, ele teve médias de 11,8 pontos e 6,6 rebotes.

### Retorno a Austin (2014–2015)
Em julho de 2014, Green se juntou ao San Antonio Spurs para a Summer League de 2014. Em 6 de agosto de 2014, ele assinou com os Spurs mas depois foi dispensado pela equipe pela segunda vez em 25 de outubro. Em 1º de novembro, ele foi adquirido pelo Austin Spurs.

### San Antonio Spurs (2015)
Em 18 de janeiro de 2015, Green assinou um contrato de 10 dias com o San Antonio Spurs. Após o término de seu contrato em 28 de janeiro, ele retornou ao Austin.

### Memphis Grizzlies (2015–2019)
Antes de jogar em um jogo no Austin, Green retornou à NBA, assinando um contrato de 10 dias com o Memphis Grizzlies em 2 de fevereiro de 2015. Ele assinou um segundo contrato de 10 dias com os Grizzlies em 19 de fevereiro e, em seguida, um contrato de um ano em 2 de março.
Green voltou aos Grizzlies para a temporada de 2015-16 e jogou minutos decentes. Seus minutos aumentaram após o intervalo do All-Star Game graças a lesões de vários companheiros de equipe e, em 6 de março de 2016, ele marcou 17 pontos na derrota para o Phoenix Suns. Em 9 de março, ele registrou 17 pontos e 13 rebotes em uma derrota para o Boston Celtics. Dois dias depois, ele registrou 21 pontos e 10 rebotes na vitória por 121-114 na prorrogação sobre o New Orleans Pelicans.
Em 8 de dezembro de 2016, Green teve 18 rebotes em uma vitória por 88-86 sobre o Portland Trail Blazers. Em 4 de fevereiro de 2017, ele marcou 29 pontos na vitória por 107-99 sobre o Minnesota Timberwolves.
Após a temporada de 2016-17, Green se tornou um agente livre restrito. Em 27 de setembro de 2017, Green renovou com os Grizzlies em um contrato de US$ 17 milhões em dois anos.
Depois de ser titular nos dois primeiros jogos da temporada de 2018-19, Green perdeu os próximos 12 jogos com uma mandíbula quebrada. Ele voltou como reserva e, em 7 de dezembro, marcou 24 pontos, o recorde da temporada, na vitória por 107-103 sobre os Pelicans. Em 12 de janeiro, ele registrou 24 pontos e 11 rebotes em uma derrota por 112-108 para o Miami Heat.

### Los Angeles Clippers (2019–2020)
Em 7 de fevereiro de 2019, Green e Garrett Temple foram negociados com o Los Angeles Clippers em troca de Avery Bradley. Em 18 de julho de 2019, Green assinou um contrato de 2 anos e US$9.7 milhões com os Clippers.

### Denver Nuggets (2020–2022)
Em 30 de novembro de 2020, Green assinou um contrato de 2 anos e US$14.7 milhões com o Denver Nuggets.

### Golden State Warriors (2022–Presente)
Em 23 de junho de 2022, Green foi negociado, juntamente com uma escolha de primeira rodada de 2027, para o Oklahoma City Thunder em troca de Peyton Watson e duas futuras escolhas de segunda rodada. No dia 20 de julho de 2022 foi anunciado que o ala-pivô selaria um acordo com o Thunder para dispensá-lo (buy-out) para torná-lo um agente livre irrestrito, para que então ele pudesse assinar com o Golden State Warriors (o então campeão da NBA) para a temporada 2022-23. 

## Estatísticas da carreira

### NBA

#### Temporada regular
| Ano      | Equipe      | PJ  | PT  | MPJ  | AP   | 3P   | LL   | RT  | AS  | BR | TO | PPJ  |
| -------- | ----------- | --- | --- | ---- | ---- | ---- | ---- | --- | --- | -- | -- | ---- |
| 2014-15  | San Antonio | 4   | 0   | 6.3  | .571 | .000 | –    | 1.5 | .0  | .0 | .5 | 2.0  |
| 2014-15  | Memphis     | 20  | 1   | 7.0  | .575 | .000 | .800 | 2.0 | .2  | .3 | .2 | 2.7  |
| 2015-16  | Memphis     | 78  | 15  | 18.5 | .465 | .333 | .752 | 4.8 | .9  | .6 | .4 | 7.4  |
| 2016-17  | Memphis     | 77  | 75  | 27.3 | .500 | .382 | .802 | 7.1 | 1.1 | .6 | .4 | 8.9  |
| 2017-18  | Memphis     | 55  | 54  | 28.0 | .457 | .339 | .721 | 8.4 | 1.4 | .6 | .5 | 10.3 |
| 2018-19  | Memphis     | 41  | 4   | 22.0 | .484 | .396 | .788 | 6.1 | .9  | .8 | .6 | 9.8  |
| 2018-19  | LA Clippers | 24  | 2   | 19.6 | .482 | .413 | .810 | 6.5 | .6  | .5 | .3 | 8.7  |
| 2019-20  | LA Clippers | 63  | 1   | 20.7 | .429 | .387 | .750 | 6.2 | .8  | .5 | .4 | 6.8  |
| 2020-21  | Denver      | 58  | 5   | 19.3 | .463 | .399 | .807 | 4.8 | .9  | .4 | .4 | 8.1  |
| 2021-22  | Denver      | 67  | 8   | 16.2 | .486 | .266 | .871 | 4.2 | .9  | .6 | .4 | 6.4  |
| 2022-23  | Warriors    | 57  | 1   | 14.0 | .540 | .378 | .776 | 3.6 | .9  | .4 | .4 | 6.4  |
| Carreira | Carreira    | 544 | 166 | 20.1 | .477 | .368 | .784 | 5.5 | .9  | .5 | .4 | 7.7  |

#### Playoffs
| Ano      | Equipe      | PJ | PT | MPJ  | AP   | 3P   | LL    | RT  | AS  | BR | TO  | PPJ  |
| -------- | ----------- | -- | -- | ---- | ---- | ---- | ----- | --- | --- | -- | --- | ---- |
| 2015     | Memphis     | 5  | 0  | 1.6  | .000 | .000 | 1.000 | .6  | .0  | .2 | .2  | .4   |
| 2016     | Memphis     | 4  | 0  | 18.0 | .545 | .000 | .500  | 3.8 | .8  | .8 | 1.3 | 6.8  |
| 2017     | Memphis     | 4  | 2  | 19.7 | .472 | .438 | 1.000 | 3.3 | .3  | .0 | .0  | 7.3  |
| 2019     | LA Clippers | 6  | 3  | 23.5 | .535 | .522 | .800  | 5.3 | .8  | .7 | .0  | 11.0 |
| 2020     | LA Clippers | 13 | 0  | 17.1 | .564 | .435 | .778  | 3.8 | .5  | .2 | .2  | 6.1  |
| 2021     | Denver      | 10 | 0  | 19.0 | .444 | .300 | .889  | 5.2 | 1.1 | .2 | .2  | 5.4  |
| 2022     | Denver      | 5  | 0  | 13.7 | .375 | .200 | 1.000 | 2.4 | .4  | .0 | .2  | 4.0  |
| Carreira | Carreira    | 47 | 5  | 16.0 | .419 | .270 | .852  | 3.4 | .5  | .3 | .3  | 5.8  |

### Universitário
| Ano      | Equipe   | PJ  | PT  | MPJ  | AP   | 3P    | LL   | RT  | AS  | BR  | TO  | PPJ  |
| -------- | -------- | --- | --- | ---- | ---- | ----- | ---- | --- | --- | --- | --- | ---- |
| 2008-09  | Alabama  | 32  | 31  | 24.8 | .538 | .000  | .710 | 7.6 | .8  | .9  | 1.6 | 10.3 |
| 2009-10  | Alabama  | 31  | 28  | 27.0 | .495 | .000  | .695 | 7.2 | 1.1 | .9  | 1.7 | 14.1 |
| 2010-11  | Alabama  | 34  | 33  | 27.9 | .508 | 1.000 | .737 | 7.5 | 1.4 | 1.4 | 2.1 | 15.5 |
| 2011-12  | Alabama  | 26  | 22  | 29.2 | .546 | .200  | .690 | 7.4 | 1.8 | .7  | 1.5 | 14.0 |
| Carreira | Carreira | 123 | 114 | 27.2 | .521 | .300  | .708 | 7.4 | 1.2 | .9  | 1.7 | 13.4 |

Fonte: